# Гагемейстер, Александр Леонтьевич
Александр Леонтьевич Гагемейстер (1831—1892) — генерал-лейтенант, почётный опекун, попечитель Петербургских и Царскосельской Мариинских женских гимназий, участник подавления беспорядков в Привисленском крае (Польского восстания (1863)).

## Биография
Александр Гагемейстер родился 14 сентября 1831 года; происходил из дворян Петербургской губернии. 
Получив образование в 1-м кадетском корпусе, 26 мая 1849 года он был выпущен прапорщиком в лейб-гвардейский Волынский полк. В декабре 1850 года Гагемейстер был произведён в подпоручики, а в августе 1854 года — в поручики. В ноябре 1855 года он был назначен бригадным адъютантом и в апреле 1856 года произведён в штабс-капитаны. В мае того же года был переведён в лейб-гвардейский 2-й стрелковый батальон и назначен батальонным адъютантом, в апреле 1857 года произведён в капитаны, а в апреле 1861 года в полковники.
В апреле 1862 года назначен командиром 4-го стрелкового батальона, а в мае следующего года — командиром 16-го пехотного Ладожского полка, с которым и принимал участие в усмирении польского восстания 1863 года. Назначенный военным начальником Конинского, а потом Ленчицкого уездов и командуя отдельным отрядом, он нанес поражение польским отрядам в Болимовском лесу, при колониях Кишва и Хайно, а затем, находясь в составе отряда генерала Костанды, участвовал в поражении частей Юнга в лесах при селении Осове. В апреле того же года отряд Гагемейстера поступил под начальство генерала Краснокутского и разбил наголову подразделение Тачановского при деревне Игнацове.
С расформированием отряда генерала Краснокутского, Гагемейстер командовал отдельным отрядом и нанёс повстанцам поражения: в мае подразделению Оборского при колонии Пискары, в августе отрядам Скавронского и Чайковского при Воле-Цыруговой и, наконец, Парчевскому и Шумлянскому при местечке Жизлине. За эти дела он был награждён орденами св. Станислава 2-й степени с мечами и Императорской короной и св. Владимира 4-й степени с мечами и бантом и золотой саблей, а также майоратом в Царстве Польском. В июне 1869 года он был назначен начальником штаба Финляндского военного округа и в апреле 1870 года произведён в генерал-майоры. Независимо от обязанностей начальника штаба, Гагемейстер принимал деятельное участие в устройстве русской классической гимназии в Гельсингфорсе и в трудах отделения общества «Красного Креста». В 1874 году на него было, кроме того, возложено исполнение обязанностей начальника местных войск и инспектора госпиталей округа.
В июле 1876 года был назначен в свиту Его Величества, а в августе 1880 года произведён в генерал-лейтенанты. Принимая деятельное участие в устройстве и развитии русских школ в Финляндии, он состоял сначала членом попечительного совета русских учебных заведений в Гельсингфорсе, а затем был назначен председателем совещательного комитета по делам русских училищ в Финляндии. В январе 1887 года назначен почетным опекуном Петербургского совета учреждений Императрицы Марии и попечителем Петербургских и Царскосельской женских гимназий. Немало положил он труда для улучшения этих гимназий во всех отношениях, и в особенности заботился о физическом развитии учениц. По его настоянию было уменьшено количество задаваемых на дом уроков (ежедневно не более как по 3 предметам). В холерное время он устроил во всех гимназиях в перемену питье чая. Гагемейстер был также управляющим Гатчинским Николаевским Сиротским Институтом. 
Александр Леонтьевич Гагемейстер скончался он 22 ноября 1892 года в Гатчине, от грудной жабы и был погребен на Никольском кладбище в Александро-Невской лавре.